# Климатология
Климатоло́гия (от др.-греч. κλίμα (род. п. κλίματος) — наклон и др.-греч. λόγος — учение, наука) — наука, раздел метеорологии, изучающая климат — совокупность погодных характеристик за многолетний период, свойственных определённому месту или Земному шару в целом. Климатология рассматривает закономерности климатообразования, их распределение по территории Земли, их предшествующую историю и предстоящие изменения.

## Методы
Чтобы сделать выводы об особенностях климата, необходимы многолетние ряды наблюдений за погодой. В умеренных широтах пользуются 25-50-летними трендами, в тропических — менее продолжительными.
Климатические характеристики выводятся из наблюдений над метеорологическими элементами, наиболее важными из них являются атмосферное давление, скорость и направление ветра, температурой и влажностью воздуха, облачность и атмосферные осадки. Кроме этого изучают продолжительность солнечной радиации, длительность безморозного периода, дальность видимости, температуру верхних слоёв почвы и воды в водоёмах, испарение воды с земной поверхности, высоту и состояние снежного покрова, всевозможные атмосферные явления, суммарная солнечная радиация, радиационный баланс и многое другое.
Прикладные отрасли климатологии пользуются необходимыми для их целей характеристиками климата:
- в агроклиматологии — суммы температур вегетационного периода;
- в биоклиматологии и технической климатологии — эффективные температуры;

Используются также и комплексные показатели, определяемые по нескольким основным метеорологическим элементам, а именно всевозможные коэффициенты (континентальности, засушливости, увлажнения), факторы, индексы.
Многолетние средние значения метеорологических элементов и их комплексных показателей (годовые, сезонные, месячные, суточные и т. д.), их суммы, периоды повторяемости считаются климатическими нормами. Несовпадения с ними в конкретные периоды считаются отклонениями от этих норм.

## История
Возможно, самым первым трактатом о климате был «Воздух, вода и места», написанный Гиппократом около 400 года до н. э.. В этой работе комментировалось влияние климата на здоровье человека и культурные различия между Европой и Азией. Идея о том, что климат контролирует, какие страны преуспевают в зависимости от их климата, или климатический детерминизм, оставалась влиятельной на протяжении всей истории.
Первый фундаментальный труд по климатологии в географическом аспекте — «Ахсан ат-такасим фи марифат ал-акалим» («Лучшее разделение для познания климатов») создал арабский географ Шамсуддин аль-Мукаддаси около 985 года. Китайский учёный Шэнь Ко (1031—1095) пришёл к выводу, что климат естественным образом менялся в течение значительного промежутка времени, после наблюдения за окаменевшим бамбуком, найденным недалеко от Яньчжоу (современный Яньань, провинция Шэньси), района с сухим климатом, непригодного для произрастания бамбука.
Гумбольдт высоко оценил работу Хосе де Акосты по исследованию в области метеорологии и физики и за многие его открытия удостоил звания одного из Основателей Геофизики. В его Истории (1590) впервые появились соображения об изгибе изотермических линий и о распределении тепла в зависимости от широты, о направлении течений и многих физических явлений: различия климатов, активности вулканов, землетрясений, типы ветров и причины их возникновений.
В 1686 году Эдмунд Галлей после путешествия в Южное полушарие составил и опубликовал карту пассатов. Бенджамин Франклин — один из титанов XVIII столетия первым наложил на карту путь Гольфстрима для использования в сообщении между Соединёнными Штатами и Европой. Фрэнсис Гальтон ввёл термин антициклон. Гельмут Ландсберг ввёл в климатологию статистический анализ.